# جورج ميلر (مخرج أفلام)
جورج ميلر (بالإنجليزية: George T. Miller)‏ (و. 1943  م) هو مخرج أفلام، ومنتج أفلام من أستراليا، والمملكة المتحدة، ولد في اسكتلندا.

## وصلات خارجية
- جورج ميلر على موقع IMDb (الإنجليزية)
- جورج ميلر على موقع ألو سيني (الفرنسية)
- جورج ميلر على موقع أول موفي (الإنجليزية)
- جورج ميلر على موقع قاعدة بيانات الأفلام السويدية (السويدية)
- جورج ميلر على موقع إن إن دي بي (الإنجليزية)
- جورج ميلر على موقع قاعدة بيانات الفيلم (الإنجليزية)
- جورج ميلر على موقع كينوبويسك (الروسية)